# فينس كونينغهام
فينس كونينغهام (بالإنجليزية: Vince Cunningham)‏ هو لاعب اتحاد الرغبي أيرلندي، ولد في 14 مارس 1967 في دبلن في جمهورية أيرلندا.